# Bat-Mite (серия комиксов)
Bat-Mite — ограниченная серия комиксов, состоящая из 6 выпусков, которую в 2015 году издавала компания DC Comics.

## Синопсис
Бэт-Майт встречается со многими супергероями Вселенной DC, которые, по его мнению, нуждаются в помощи.

### Выпуски
| № | Дата выхода     | Оценка на Comic Book Roundup    |
| - | --------------- | ------------------------------- |
| 1 | 3 июня 2015     | 6,6 из 10 на основе 20 рецензий |
| 2 | 1 июля 2015     | 6,8 из 10 на основе 6 рецензий  |
| 3 | 5 августа 2015  | 8 из 10 на основе 7 рецензий    |
| 4 | 2 сентября 2015 | 5,7 из 10 на основе 6 рецензий  |
| 5 | 14 октября 2015 | 5,2 из 10 на основе 3 рецензий  |
| 6 | 4 ноября 2015   | 5,6 из 10 на основе 4 рецензий  |

### Сборники
| Название | Тип            | Дата выхода     | Собранный материал                               | Кол-во страниц | ISBN                      |
| -------- | -------------- | --------------- | ------------------------------------------------ | -------------- | ------------------------- |
| Bat-Mite | Мягкая обложка | 17 февраля 2016 | Bat-Mite #1-6, Convergence: Supergirl: Matrix #2 | 144            | 9781401261009, 1401261000 |

## Реакция

### Отзывы критиков
На сайте Comic Book Roundup серия имеет оценку 6,3 из 10 на основе 46 рецензий. Дуг Завиша из Comic Book Resources, обозревая первый выпуск, написал, что «это достойное начало». Ричард Грей из Newsarama дал дебюту 7 баллов из 10 и отметил, что в нём «есть определённое очарование». Его коллега Майкл Моччио поставил первому выпуску оценку 3 из 10 и посчитал, что он «не в состоянии доставить какой-либо существенный юмор или дать повод читать дальше».

### Продажи
Ниже представлен график продаж комикса за первый месяц выпуска на территории Северной Америки.